# Costa Knox
La costa Knox (en inglés, Knox Coast) es la parte más occidental de la costa de la Tierra de Wilkes en la Antártida Oriental. Se extiende entre el cabo Hordern (66°15′S 100°31′E / -66.250, 100.517) en las colinas Bunger, límite con la Tierra de la Reina Mary, y las pequeñas islas Hatch (66°53′S 109°16′E / -66.883, 109.267) en la entrada oeste de la bahía Vincennes, límite con la costa Budd.
El área es reclamada por Australia como parte del Territorio Antártico Australiano, pero está sujeta a las restricciones establecidas por el Tratado Antártico.
Parte de la costa oeste está ocupada por la barrera de hielo Shackleton, que alcanza costa afuera hasta la completamente cubierta de hielo isla Bowman. Esta isla fue descubierta el 28 de enero de 1931 por la Expedición de investigación antártica británica, australiana y neozelandesa (BANZARE), liderada por Douglas Mawson. En la barrera de hielo se halla el archipiélago Highjump, frente a la costa Knox y la isla Mill.
Esta costa Knox fue descubierta en febrero de 1840 por la Expedición Wilkes de los Estados Unidos, liderada por Charles Wilkes, quien la nombró en homenaje al teniente Samuel R. Knox, capitán de uno de los barcos de la expedición, el USS Flying Fish. 
La Unión Soviética inauguró el 15 de octubre de 1956 una estación científica denominada Base Oasis u Oazis en el área central de las colinas u oasis Bunger 66°16′29″S 100°44′49″E / -66.27472, 100.74694. La base fue cerrada el 17 de noviembre de 1958 y el 21 de enero de 1959 fue entregada a Polonia y renombrada Base A. B. Dobrowolski, pero solo fue ocupada por unas pocas semanas. Entre el 22 de febrero y el 17 de marzo de 1979 la base fue reactivada por Polonia, pero sus ocupantes debieron evacuarla hacia la Base Mirni. 
En 1987 la Unión Soviética construyó la Base Oasis 2 a unos pocos centenares de metros de A. B. Dobrowolski, siendo utilizada en temporada de verano hasta mediados de la década de 1990. A 7 km de Dobrowolski Australia construyó la estación de verano Edgeworth David.
A 1340 km al sur de la costa se halla la Base Vostok de Rusia, inaugurada el 16 de diciembre de 1957 y de operación permanente.